# Wissenschaftlicher Realismus
Der wissenschaftliche Realismus ist eine als realistisch bezeichnete Position in der Erkenntnis- und Wissenschaftstheorie, die besagt, dass eine erkennbare Wirklichkeit existiert, die unabhängig vom menschlichen Denken ist, und dass die Bestätigung einer wissenschaftlichen Theorie die Annahme begründet, dass diese Wirklichkeit so aussieht, wie diese Theorie das aussagt. Insbesondere betrifft dies den Anspruch, dass die Entitäten, über die eine bestätigte Theorie spricht, objektiv existieren.

## Überblick
Der Wissenschaftliche Realismus sucht als Philosophie eine Begründung zu liefern dafür, dass die Meinung gerechtfertigt sei, dass wissenschaftliche Theorien in ihrer Anwendung eine praktisch brauchbare Beschreibung und Erklärung von Vorgängen und Strukturen liefern, wie sie in der Realität vorzufinden sind. Wenn eine wissenschaftliche Theorie gut bestätigt ist, dann rechtfertigt das die Annahme, dass die Realität so beschaffen ist, wie die Theorie es vorhersagt. Gegenteilige Annahmen würden wissenschaftliche Bestätigungen und wissenschaftlichen Fortschritt zu einem reinen Wunder machen, so das sog. (No-)Miracle-Argument (Keine-Wunder-Argument) für den wissenschaftlichen Realismus.
Eine ähnliche Position ist der Kritische Realismus, der aber lediglich davon ausgeht, dass eine Theorie Aussagen darüber macht, wie die Wirklichkeit beschaffen ist, aber nicht, dass die Richtigkeit dieser Aussagen durch Bewährung begründet werden kann oder muss.
Eine weitere Variante des wissenschaftlichen Realismus stellt der Strukturenrealismus dar, dessen Hauptthese ist, dass die theoretischen Begriffe der besten und reifsten Theorien sich nicht auf gegenständliche, sondern strukturelle Entitäten beziehen.

## Kritik durch antirealistische Argumente
Der Wissenschaftliche Realist geht davon aus, dass empirische Adäquatheit einer Theorie ein Resultat ihrer Wahrheit und der Referenz ihrer zentralen theoretischen Terme ist. Nun gab es in der Vergangenheit Theorien, die anerkannterweise empirisch adäquat waren, jedoch nach heutigem Erkenntnisstand definitiv falsch waren. Zwei prominente Beispiele sind die sog. Phlogistontheorie der Chemie und der von Fresnel postulierte Äther zur Erklärung optischer Phänomene. In seinem Artikel Confutation of Convergent Realism kritisiert Larry Laudan am wissenschaftlichen Realismus die optimistische Annahme fortschreitend genauerer und umfangreicherer Kenntnisse der Fakten und eines wissenschaftlichen Fortschritts als systematischer Konvergenz zunehmend empirischer engerer Erklärungen durch seine sog. Pessimistische Induktion, dem Schluss von der Falschheit vergangener wissenschaftlichen Theorien auf die Falschheit heutiger Theorien. Ihm zufolge seien selbsternannte Realisten keineswegs in der Lage, zu erklären, wieso auch wissenschaftliche Theorien, die keineswegs auf „wahren“ Voraussetzungen oder Begrifflichkeiten beruhten, erfolgreich sein könnten oder dies über eine lange Zeit auch waren. Im Gegenteil gäbe es eine Vielzahl von wissenschaftlichen Theorien, deren ursprüngliche Voraussetzungen sich mittlerweile als nachweislich falsch herausgestellt hätten. Laudan verweist unter anderem auf die ursprüngliche Fassung der Dalton’schen Atomtheorie oder Bohrs Thesen zum Elektron, die in wichtigen Aspekten fehlerhaft und teilweise, wie die Kontinentalverschiebungstheorie Alfred Wegeners, über längere Zeiträume völlig erfolglos gewesen seien. Der Realismus sei keineswegs in der Lage, den Erfolg von Thesen zu deuten, deren Voraussetzungen oder grundlegende Begrifflichkeiten keineswegs bestätigt seien. In dem Sinne sei der „Realismus“ entgegen dem eigenen erkenntnistheoretischen Anspruch keineswegs in der Lage, tatsächliche Mechanismen im Wissenschaftsbetrieb zu erklären. Im Gegenteil, unter anderem nach Gerhard Lenski und Robert Mertons Thesen haben seit dem 18. Jahrhundert bis in die Gegenwart religiöse Überzeugungen und konfessionell motivierte Verhaltensmuster einen starken Einfluss auf weite Bereiche von Staat und Gesellschaft. Namentlich der Protestantismus und Pietismus haben demnach wesentliche Grundlagen für das Entstehen und die Entwicklung naturwissenschaftlicher Sichtweisen geschaffen.
Bas van Fraassen, einer der Hauptvertreter des wissenschaftlichen Antirealismus, kritisiert in The scientific image das Keine-Wunder-Argument. Diesem Argument zufolge würde jede antirealistische Auffassung der Natur wissenschaftlicher Erkenntnis dazu führen, dass wissenschaftliche Erkenntnis ein bloßes „Wunder“ wäre – nun gibt es aber wissenschaftlichen Fortschritt und sind Wunderannahmen nicht rational zu rechtfertigen (so die Voraussetzungen des Arguments), also muss der wissenschaftliche Realismus wahr sein.
Nach van Fraassen ist empirische Adäquatheit das einzige Kriterium für eine akzeptable Theorie. Diese muss somit nicht wahr sein, da sie im Bereich der von ihr (scheinbar) postulierten theoretischen Entitäten Aussagen treffen kann, die, würde man sie realistisch deuten, völlig falsch wären. Außerdem befürwortet van Fraassen einen Pluralismus akzeptabler Theorien.
Hilary Putnam hat verschiedene Engführungen eines metaphysischen Realismus kritisiert, darunter die Auffassung, es gebe eine „ready made world“ oder ein privilegiertes Begriffsschema oder empirische Evidenz für ein Konvergieren unterschiedlicher wissenschaftlicher Theorien. Gleichwohl ist Putnam immer wissenschaftlicher Realist geblieben.